# Список гробниц в Долине Царей
Здесь представлен список гробниц в Долине Царей, в Фивах (современный Луксор, Египет) и близлежащих районов.
Египтологи используют аббревиатуру KV (англ. King's Valley, то есть «королевская долина») для обозначения захоронений расположенных в Долине Царей. Данная система была создана Джоном Гарднером Уилкинсоном в 1821 году. Каждой гробнице в Долине Царей было присвоено порядковое KV-число (гробницам из западных регионов присваивается аббревиатура WV, то есть «West Valley») для облегчения ориентации.
Гробницы пронумерованы в порядке их обнаружения от Рамсеса VII (KV1) до (KV65), хотя некоторые из гробниц были известны ещё с древнейших времен, а, например, захоронение KV5 было недавно открыто заново.

## Список гробниц
Большинство открытых гробниц в Долине Царей находятся в восточной долине, и многие из них открыты для туристов.
- KV1 — гробница Рамсеса VII
- KV2 — гробница Рамсеса IV
- KV3 — гробница безымянного сына Рамсеса III
- KV4 — гробница Рамсеса XI.
- KV5 — гробница некоторых из сыновей Рамсеса II. Продолжаются археологические работы (на протяжении ряда лет над ней работает Фиванский картографический проект); данная гробница, возможно, является крупнейшей в долине.
- KV6 — гробница Рамсеса IX.
- KV7 — гробница Рамсеса II.
- KV8 — гробница Мернептаха.
- KV9 — Также известна как «Гробница Мемнона» или «La Tombe de la Metempsychose», это гробница Рамсеса V и Рамсеса VI.
- KV10 — гробница Аменмеса.
- KV11 — гробница Рамсеса III (известна как «гробница арфиста» или «гробница Брюса»[1]).
- KV12 — владелец данной гробницы точно неизвестен. Возможно это был семейный склеп времён XVIII—XIX династий.
- KV13 — гробница Баи, визиря времён Сиптаха и Таусерт. Повторно использовалась принцами Аменхерхепшефом и Ментухерхепшефом, время правления царя Рамсеса III, XX династия.
- KV14 — гробница царицы Таусерт и Сетнахта, XX династия.
- KV15 — гробница Сети II.
- KV16 — гробница Рамсеса I.
- KV17 — гробница Сети I; известна как «могила Бельцони».
- KV18 — гробница Рамсеса X.
- KV19 — гробница принца Ментухерхепшефа, сына царя Рамсеса IX.
- KV20 — гробница Хатшепсут и Тутмоса I. Вполне вероятно, что это самая старая (первая) гробница Долины царей. Гробница была создана по проекту Инени для Тутмоса I. Затем сюда же было погребено тело Хатшепсут. Во время правления царя Тутмоса III тело Тутмоса I было перенесено в гробницу 38, а тело Хатшепсут осталось здесь.
- KV21 — Гробница датируется эпохой XVIII династии. В данной гробнице найдены две женские мумии, захороненные в царственной позе (левый кулак прижат к груди). Одна из мумий (KV21A) предположительно мать недоношенных младенцев из гробницы Тутанхамона, следовательно, она может являться женой Тутанхамона, дочерью Эхнатона и Нефертити — Анхесенамон.
- KV22 — гробница фараона Аменхотепа III, XVIII династия.
- KV23 — гробница фараона Эйе, XVIII династия.
- KV24 — владелец гробницы пока не установлен. Судя по оформлению, гробница не принадлежала царской персоне.
- KV25 — владелец гробницы пока не установлен. Вполне вероятно, что погребение царское, принадлежащее эпохе Аменхотепа IV.
- KV26 — владелец гробницы пока не установлен. Гробница незаконченная, но использовалась для погребения. Датируется эпохой XVIII династии.[2]
- KV27 — владелец гробницы пока не установлен. Судя по оформлению, гробница не принадлежала царской персоне.
- KV28 — владелец гробницы пока не установлен. Датируется эпохой XVIII династии.
- KV29 — владелец гробницы пока не установлен. Судя по оформлению, гробница не принадлежала царской персоне. Гробница до сих пор не изучена археологами.
- KV30 — владелец гробницы пока не установлен. Также известная как «гробница лорда Белмора». Вполне возможно, что саркофаг Британского музея EA 39 происходит отсюда. Детальное исследование гробницы началось в 2009 году.[2]
- KV31 — владелец гробницы пока не установлен. Датируется эпохой XIX династии.
- KV32 — гробница царицы Тиа, матери Тутмоса IV. Датируется эпохой XVIII династии.
- KV33 — владелец гробницы пока не установлен. Гробница впервые осматривалась Виктором Лоре в 1898 году, но так до сих пор не была исследована археологами.
- KV34 — гробница фараона Тутмоса III, XVIII династия.
- KV35 — гробница фараона Аменхотепа II, XVIII династия. Во время XXI династии гробница стала использоваться в качестве тайника царский мумий, чтобы грабители не добрались до них. Здесь хранились мумии таких божественных персон, как Тутмос IV, Аменхотеп III, Мернептах, Сети II, Саптах, Рамсес IV, Рамсес V, Рамсес VI, Вебенсену (сын Аменхотепа II), мумия Тии (анализ ДНК в феврале 2010 подтвердил её личность). И мумия KV35YL неидентифицированной женщины, по анализу ДНК являющейся матерью Тутанхамона, сестрой Эхнатона, дочерью Аменхотепа III и Тии. Этот Тайник царских мумий впервые был исследован Виктором Лоре.
- KV36 — гробница Маихерпери, XVIII династия.
- KV37 — владелец гробницы пока не установлен.
- KV38 — гробница фараона Тутмоса I.
- KV39 — вероятно, гробница фараона Аменхотепа I.
- KV40 — владелец гробницы пока не установлен. Датируется эпохой XVIII династии. Судя по оформлению, гробница не принадлежала царской персоне.
- KV41 — имя истинного владельца этой гробницы не известно, но, возможно, она принадлежала царице Тетишери.
- KV42 — гробница Меритра Хатшепсут, царственной супруги Тутмоса III, XVIII династия. Впоследствии гробница, вероятно, использовалась Сеннефером, начальником Фив, его супругой и Бакетра, «украшением царёвым» во время правления Аменхотепа II.
- KV43 — гробница фараона Тутмоса IV.
- KV44 — владелец гробницы пока не установлен. Гробница, вероятно, принадлежала нецарской персоне. Датируется эпохой XVIII династии.
- KV45 — гробница Усерхета, XVIII династия, правление Тутмоса IV и Аменхотепа III.
- KV46 — гробница Йуйи и Туйи, родителей царицы Тии, супруги царя Аменхотепа III.
- KV47 — гробница Саптаха.
- KV48 — гробница Аменемипета по прозвищу Пайри, XVIII династия. Аменемипет занимал пост визиря и Начальника Города при Аменхотепе II.
- KV49 — владелец гробницы пока не установлен. Судя по оформлению, гробница не принадлежала царской персоне.
- KV50 — KV52 — так называемые «Гробницы животных» с останками питомцев, возможно, Аменхотепа II, чья усыпальница находится поблизости. Их точное местоположение было утрачено после обнаружения.
- KV53 — безымянная гробница Нового царства
- KV54 — вероятная камера для бальзамирования Тутанхамона.
- KV55 — мумия Эхнатона (которая до анализа ДНК в феврале 2010 года около 100 лет принималась за мумию Сменхкара). Гробница первоначально была оформлена для жён Эхнатона — Тийи или Кийи, но содержит мужские останки.
- KV56 — известна как «Золотая Гробница».
- KV57 — гробница Хоремхеба.
- KV58 — владелец гробницы пока не установлен. Известна как «Гробница колесницы». В гробнице были найдены предметы, датируемые временем правления фараона Эйе.
- KV60 — гробница Ситра по прозвищу Ин. Времена Хатшепсут, XVIII династия.
- KV61 — владелец гробницы пока не установлен. Вероятно, что гробница принадлежала нецарской персоне.
- KV62 — гробница фараона Тутанхамона. Возможно, самое известное открытие современной западной археологии (Говард Картер, 4 ноября 1922 года) — описание и систематизация результатов продлились до 1932 года. Гробница Тутанхамона была первой царской гробницей обнаруженной практически нетронутой. Открытие этой гробницы остаётся последним крупным открытием в Долине Царей.
- KV63 — назначение этой гробницы в настоящее время неизвестно, вполне возможно, что это было местом для работы бальзамировщиков. Открыта в феврале 2005 года — первая гробница, обнаруженная в Долине Царей после того, как была открыта гробница Тутанхамона[3].
- KV64 — вход в гробницу обнаружили в июле 2008 года.
- KV65 — вход в гробницу обнаружили в июле 2008 года.
- KVB — KVT — не содержат мумий; некоторые из них, возможно, должны были стать гробницами, а другие, вероятно, были просто погребальными складами.